# Lâm Thúy Vân
Zarina Pohlel (sinh ngày 17 tháng 7 năm 1970) thường được biết đến với nghệ danh Lâm Thúy Vân, là một nữ ca sĩ người Mỹ gốc Việt. Cô từng là ca sĩ chủ lực của Trung tâm Asia.

## Tiểu sử
Lâm Thúy Vân sinh năm 1970 là chị cả của 3 em trai và một em gái. Cô bước vào con đường ca hát khi cô mới 19 tuổi và đã học tới năm thứ nhất đại học luật khoa. Khi lên 18 tuổi, Lâm Thúy Vân đính hôn với người yêu đầu đời của cô là một doanh thương người Mỹ gốc Hoa, hơn cô nhiều tuổi. Đám cưới được dự định tổ chức vào tháng 01 năm 1988, nhưng chẳng may người yêu cô qua đời. Thời gian đó cô còn ở Atlanta, Georgia với bố mẹ và các em cùng đại gia đình bên nội là những di dân Pakistan sang Mỹ từ lâu. Gia đình bên nội của Lâm Thúy Vân rất khó khăn trước việc đi vào con đường ca hát của cô vì còn theo truyền thống khắt khe của Hồi Giáo, trong khi đó cô rất được cha cô (một người Pakistan theo đạo Hồi) và mẹ cô (một người Việt gốc Hoa) khuyến khích. Khi sang tới California vào đầu 1991 để được gần nơi yên nghỉ của người yêu, vì cần tiền sinh sống, Lâm Thúy Vân xin vào hát tại vũ trường "Au Baccara" ở miền Nam California qua sự giới thiệu của dượng cô là Jo Marcel với Chí Tài, phụ trách ban nhạc ở vũ trường này. Sau khi hát thử để dò xét phản ứng nơi thính giả, cô được thu nhận với thù lao 50 dollar một đêm. Đôi khi cô còn bị trừ tiền vì những đêm vắng khách. Tuy nhiên cô vẫn chịu đựng như vậy trong vòng 1 năm trời cùng với sự nâng đỡ của Chí Tài và Phương Loan. Trong khi cô hát chỉ với mục đích kiếm sống mà không nghĩ đến việc trở thành ca sĩ thì cô được trung tâm Asia để ý mời làm người mẫu phụ diễn trong một video clip thực hiện cho Trịnh Nam Sơn. Nhưng sau đó cô thử giọng tại studio của Asia và vào cuối năm 1992, cô nhận được điện thoại cho biết là Asia muốn mời cô ký hợp đồng. Vì khả năng tiếng Việt của cô lúc đó chưa vững vàng nên trung tâm Asia đã cho cô đi học cách phát âm tiếng Việt với mục đích đào tạo cô trở thành một ca sĩ chuyên nghiệp. Với năng khiếu đặc biệt và một sở thích về ngôn ngữ - cô nói được tiếng Anh, Hoa, Pakistan - Lâm Thúy Vân đã trở thành một sự tiến bộ rõ rệt về cách phát âm tiếng Việt. Sau 6 năm cộng tác với trung tâm Asia mà cô coi như gia đình ruột thịt, Lâm Thúy Vân đã trở thành một ca sĩ nhà nghề với đầy đủ những yếu tố cần thiết.
Lâm Thúy Vân được biết đến là một ca sĩ hải ngoại tên tuổi của cô gắn liền với trung tâm băng đĩa nhạc Trung tâm Asia qua các ca khúc như:
- Cỏ úa
- Liên khúc mưa
- Còn lại nỗi cô đơn
- Liên khúc: Yêu
- Xin thời gian ngừng trôi
- Tình đầu tình cuối
- Vì yêu đó anh
- Tình em ngọn nến
- Ánh trăng lẻ loi
- Hối tiếc
- Em đi rồi
- Tình nhớ

Năm 2016, Lâm Thúy Vân kết thúc cộng tác với Asia. Sau 5 năm không tham gia các chương trình thu hình cũng như đang tham gia hoạt động kinh doanh, Lâm Thúy Vân đã trở lại và lần đầu ra mắt với Trung tâm Thúy Nga qua chương trình Thúy Nga Music Box #45 - Ân Tình Mong Manh với người bạn lâu năm Don Hồ. Sau đó, cô lần đầu xuất hiện trong chương trình Paris By Night 132 - Xuân Với Đời Sống Mới.
Tháng 3 năm 2022, Lâm Thúy Vân về Việt Nam đi hát trong show diễn của Dương Triệu Vũ tại phòng trà Không Tên. Trong thời gian đó, cô thực hiện MV Con Nợ Mẹ của nhạc sĩ Nguyễn Văn Chung và được đăng tải lên Youtube vào ngày 6 tháng 5.

## Các tiết mục trình diễn sân khấu hải ngoại

### Trung tâm Asia
| STT | Tiết mục | Thể hiện với | Chương trình                  | Năm  |
| --- | --- | --- | ----------------------------- | ---- |
| 1   | Cơn Mưa Hạ (Trúc Hồ, Trầm Tử Thiêng) | Solo (Chí Tài đệm đàn) | ASIA 1                        | 1992 |
| 2   | Giòng Sông Kỷ Niệm (Trúc Hồ) | Solo | ASIA 2                        | 1993 |
| 3   | Khi Có Chàng (LV: Minh Phúc) | Solo | ASIA 3                        | 1993 |
| 4   | Nếu Một Ngày (Khánh Băng) | Solo | ASIA 4                        | 1994 |
| 5   | Một Ngày Không Có Anh (Y Vân) | Solo | ASIA 5                        | 1994 |
| 6   | Mùa Đông Sắp Đến (Đức Huy) | Solo | ASIA 6                        | 1994 |
| 7   | Cỏ Úa (Lam Phương) | Kenny Thái | ASIA 7                        | 1995 |
| 8   | LK Mưa: Mưa Nửa Đêm (Trúc Phương), Mưa Đêm Ngoại Ô (Đỗ Kim Bảng), Tình Đã Bay Xa (LV: Nhật Ngân), Nụ Hôn Dưới Mưa (Anh Tài)                                                                               | Mạnh Đình, Như Quỳnh | ASIA 7                        | 1995 |
| 9   | Nắng Thu (LV: Phạm Duy) | Solo | ASIA 7                        | 1995 |
| 10  | Chiều Hôm Nay (Đức Huy) | Solo | ASIA 8                        | 1995 |
| 11  | LK Búp bê Không Tình Yêu (LV: Vũ Xuân Hùng), Búp Bê Bằng Sứ (LV: Phạm Duy), Búp Bê Trên Bàn Bureau (LV: Phạm Duy)                                                                                         | Như Quỳnh, Thúy Vi, Nini, Vina Uyển My | ASIA 9                        | 1995 |
| 12  | Tình Đầu Vẫn Khó Phai (Trúc Hồ) | Solo | ASIA 9                        | 1995 |
| 13  | Không Có Anh Trong Đời (LV: Thu Hồ) | Solo | ASIA 10                       | 1995 |
| 14  | Tiếng Mưa Rơi (Khánh Băng) | Như Quỳnh, Mạnh Đình, Gia Huy, Lâm Nhật Tiến, Johnny Dũng, Nhật Quân, Nini, Vina Uyển My, Shayla Kim                                                        | ASIA 11                       | 1996 |
| 15  | Thương Nhau Ngày Mưa (Nguyễn Trung Cang) | Don Hồ | ASIA 11                       | 1996 |
| 16  | Đừng Nhìn Đời Xa Vời (nhạc Trúc Sinh, lời Lê Đức Long) | Lâm Nhật Tiến | ASIA 12                       | 1996 |
| 17  | Vì Yêu Đó Anh (Trúc Sinh, Lê Đức Long) | Solo | ASIA 13                       | 1996 |
| 18  | Ngày Ấy Khi Còn Anh (Trúc Sinh, Trần Ngọc Sơn) | Solo | ASIA 14                       | 1997 |
| 19  | Lời Tình Băng Giá (Anh Bằng) | Solo | ASIA 15                       | 1997 |
| 20  | Anh Là Tia Nắng Trong Em (Trúc Sinh, Lê Đức Long) | Solo | ASIA 16                       | 1997 |
| 21  | Macarena | Shayla Kim, Thanh Trúc, Loan Châu, Trish Thùy Trang, Lâm Nhật Tiến, Lê Tâm, Gia Huy, Duy Linh                                                               | ASIA 16                       | 1997 |
| 22  | Tình Đã Bay Xa (LV: Nhật Ngân) | Solo | ASIA 17                       | 1997 |
| 23  | Đã Qua Thời Mong Chờ (Trúc Hồ, Trầm Tử Thiêng) | Solo | ASIA 18                       | 1998 |
| 24  | Nỗi Đau Ngọt Ngào (Quốc Dũng) | Solo | ASIA 19                       | 1998 |
| 25  | Mùa Thu Cho Em (Ngô Thụy Miên) | Solo | ASIA 20                       | 1998 |
| 26  | Những Người Không Chết (Phạm Thế Mỹ) | Solo | ASIA 21                       | 1998 |
| 27  | Em Về (Trúc Sinh, Đặng Hiền) | Solo | ASIA 22                       | 1998 |
| 28  | Cơn Gió Thoảng (Quốc Dũng) | Solo | ASIA 23                       | 1999 |
| 29  | Vô Tình (Quốc Dũng) | Solo | ASIA 24                       | 1999 |
| 30  | Trong Màn Đêm (Trúc Sinh) | Solo | ASIA 25                       | 1999 |
| 31  | Gió Mưa Và Anh (Trúc Sinh & Trầm Tử Thiêng) | Solo | ASIA 26                       | 1999 |
| 32  | Thà Rằng Anh Nói (Trúc Sinh) | Solo | ASIA 27                       | 1999 |
| 33  | Dòng Sông Huyền Thoại (Sỹ Đan) | Solo | ASIA 28                       | 2000 |
| 34  | Giờ Này Anh Ở Đâu (Khánh Băng) | Solo | ASIA 29                       | 2000 |
| 35  | Tình Lẻ Loi (Trúc Sinh, Anh Bằng) | Solo | ASIA 30                       | 2000 |
| 36  | Có Anh Đang Chờ (Trúc Hồ) | Solo | ASIA 31                       | 2000 |
| 37  | Ai Trở Về Xứ Việt (Phạm Văn Hưng, Minh Đức Hoài Trinh) | Solo | ASIA 32                       | 2001 |
| 38  | Hãy Tha Thứ Cho Em (Trúc Hồ, Trần Mộng Tú) | Solo | ASIA 33                       | 2001 |
| 39  | Ngày Tháng Của Tình Yêu (Trúc Hồ) | Solo | ASIA 34                       | 2001 |
| 40  | Một Ngày Thật Buồn (Trúc Hồ, Anh Bằng) | Solo | ASIA 35                       | 2001 |
| 41  | Tù Qua Đèo Mang (Hà Thúc Sinh, Hoàng Phủ Cường) | Solo | ASIA 36                       | 2002 |
| 42  | Chia Tay (Phạm Khải Tuấn) | Solo | ASIA 37                       | 2002 |
| 43  | Cha Yêu (Quốc Vượng) | Solo | ASIA 38                       | 2002 |
| 44  | Anh Cho Em Mùa Xuân (Nguyễn Hiền, Kim Tuấn) | Solo | ASIA 39                       | 2003 |
| 45  | Tượng Đá Và Chút Suy Tư (Nhạc Pakistan - LV: Anh Bằng) | Solo | ASIA 42                       | 2003 |
| 46  | Giờ Đã Không Còn Nữa (Trúc Hồ) | Don Hồ | ASIA 45                       | 2004 |
| 47  | Người Ở Lại Charlie (Trần Thiện Thanh) | Lâm Nhật Tiến | ASIA 50                       | 2006 |
| 48  | Mưa Trên Biển Vắng (LV: Nhật Ngân) | Ngọc Lan (dùng hình ảnh lồng giọng hát của Ngọc Lan trong cuốn Hollywood Night 1 - Mây Production)                                                          | ASIA 51                       | 2006 |
| 49  | LK: Những Nấm Mộ Hoang & Về Với Cát Bụi (Lê Minh Bằng) | Lâm Nhật Tiến | ASIA 52                       | 2006 |
| 50  | Khi Ta Xa Rời Nhau (Trúc Hồ) | Solo | ASIA 53                       | 2007 |
| 51  | Mẹ Yêu (Trúc Hồ) | Solo | ASIA 54                       | 2007 |
| 52  | Ngày Vui Năm Ấy (LV: Nhật Ngân) | Don Hồ | ASIA 55                       | 2007 |
| 53  | LK Chinese Top Hits: Vầng Trăng Đêm Trôi, Tình Đầu Chưa Nguôi, Em Sẽ Đến Bên Anh, Mưa Trên Cuộc Tình (LV: Lê Quang)                                                                                       | Ánh Minh, Lê Nguyên | ASIA 56                       | 2007 |
| 54  | Mỗi Độ Trăng Về (Trúc Hồ) | Solo | ASIA 56                       | 2007 |
| 55  | LK Ru Ta Ngậm Ngùi (Trịnh Công Sơn), Ru Em Từng Ngón Xuân Nồng (Trịnh Công Sơn), Phôi Pha (Trịnh Công Sơn), Bài Không Tên Số 5 (Vũ Thành An), Biển Nhớ (Trịnh Công Sơn), Bài Không Tên Số 7 (Vũ Thành An) | Don Hồ, Như Quỳnh, Thiên Kim, Nguyễn Hồng Nhung, Quốc Khanh                                                                                                 | ASIA 57                       | 2008 |
| 56  | Tình (Văn Phụng) | Solo | ASIA 57                       | 2008 |
| 57  | Tìm Anh (Hoàng Thi Thơ) | Solo | ASIA 58                       | 2008 |
| 58  | LK Cơn Mưa Phùn, Tiếng Mưa Đêm (Đức Huy), Mùa Thu Trong Mưa (Trường Sa) | Thiên Kim, Lâm Nhật Tiến, Quốc Khanh, Như Quỳnh, Nguyễn Hồng Nhung, Philip Huy, Ánh Minh, Đoàn Phi                                                          | ASIA 59                       | 2008 |
| 59  | Phiến Đá Sầu (Diệu Hương) | Solo | ASIA 59                       | 2008 |
| 60  | Tôi Đi Tìm Lại Một Mùa Xuân (Đoàn Nguyên) | Minh Hiếu | ASIA 60                       | 2009 |
| 61  | Xin Em Đừng Hỏi (Trần Thiện Thanh) | Solo | ASIA 61                       | 2009 |
| 62  | Anh Còn Yêu Em (Anh Bằng) | Solo | ASIA 62                       | 2009 |
| 63  | Tình Ca Hồng (Nguyễn Trung Cang) | Solo | ASIA 63                       | 2009 |
| 64  | Trái Cấm Tình Yêu (Trúc Hồ) | Solo | ASIA 64                       | 2009 |
| 65  | LK Lời Kinh Đêm - Một Chút Quà Cho Quê Hương | Việt Dzũng | ASIA 65                       | 2010 |
| 66  | Bài Tình Ca Cho Em (Ngô Thụy Miên) | Solo | ASIA 66                       | 2010 |
| 67  | Gọi Anh Mùa Xuân (Anh Bằng, Trần Mộng Tú) | Solo | ASIA 67                       | 2011 |
| 68  | Kể Chuyện Đêm Vô Cùng (Anh Bằng) | Solo | Golden 1 - Dòng Nhạc Lưu Vong | 2011 |
| 69  | Một Lần Đi (Nguyệt Ánh) | Solo | ASIA 68                       | 2011 |
| 70  | Anh Về Thủ Đô (Anh Bằng) | Y Phụng | Golden 2 - Hùng Ca Sử Việt    | 2011 |
| 71  | Mùa Xuân Trong Đôi Mắt Em (Đức Huy) | Solo | ASIA Xuân Hy Vọng             | 2012 |
| 72  | LK Em Về Nào Có Hay, Đoạn Khúc Cuối Cho Em (Hoàng Trọng Thụy) | Nguyên Khang | ASIA 69                       | 2012 |
| 73  | Những Ngày Thơ Mộng (Hoàng Thi Thơ) | Solo | ASIA 70                       | 2012 |
| 74  | Tiếng Mưa Buồn (LV: Khúc Lan) | Solo | ASIA Niềm Vui Mùa Giáng Sinh  | 2012 |
| 75  | LK Dòng Sông Kỷ Niệm, Em Đã Quên Một Dòng Sông (Trúc Hồ) | Lâm Nhật Tiến | ASIA 71                       | 2013 |
| 76  | Triệu Con Tim (Trúc Hồ) | Trúc Hồ, Quốc Khanh, Đan Nguyên, Nguyên Khang, Mai Thanh Sơn, Nguyễn Hồng Nhung, Y Phương, Lâm Nhật Tiến                                                    | ASIA 71                       | 2013 |
| 77  | Đừng Lừa Dối Nhau (Y Vân) | Solo | ASIA 72                       | 2013 |
| 78  | LK Dấu Tình Sầu (Ngô Thụy Miên), Người Như Cố Quên (Hoàng Trọng Thụy) | Nguyên Khang | ASIA 73                       | 2013 |
| 79  | Có Những Chuyện Tình Không Là Trăm Năm (Việt Dzũng) | Lâm Nhật Tiến | ASIA 75                       | 2014 |
| 80  | LK Chiều Xuân (Ngọc Châu), Khúc Nhạc Mừng Xuân (Nhật Bằng) | Diễm Liên | ASIA Liên khúc Mùa Xuân       | 2015 |
| 81  | LK Về Đây Em & Mây Và Dòng Sông (Trịnh Nam Sơn) | Trịnh Nam Sơn, Thanh Trúc | ASIA 76                       | 2015 |
| 82  | Việt Nam Ơi (Trúc Hồ) | Hoàng Anh Thư, Mai Thanh Sơn, Y Phương, Quốc Khanh, Thiên Kim, Gia Huy, Huỳnh Phi Tiễn, Hoàng Thục Linh, Đan Nguyên, Diễm Liên, Nhật Lâm, Thế Sơn, Đoàn Phi | ASIA 76                       | 2015 |
| 83  | Mai Tôi Đi (Anh Bằng, thơ: Nguyên Sa) | Solo | ASIA 77                       | 2015 |
| 84  | Nắng Xuân (Lê Quốc Dũng) | Solo | ASIA Mừng Xuân                | 2016 |
| 85  | Ngàn Đời Chia Ly (Thủy Lâm Synh) | Solo | Golden 5 - Sài Gòn Của Tôi    | 2016 |
| 86  | Người Đi Qua Đời Tôi (Phạm Đình Chương) | Solo | ASIA 78                       | 2016 |
| 87  | LK Khúc Thụy Du, Kỳ Diệu, Anh Còn Nợ Em, Tango Tím, Mai Tôi Đi (Anh Bằng) | Gia Huy, Anh Tuấn, Dạ Nhật Yến, Bích Vân, Diễm Liên, Y Phương, Hoàng Anh Thư, Thế Sơn                                                                       | ASIA 79                       | 2017 |
| 88  | Đêm Vũ Trường (Minh Kỳ, Dạ Cầm) | Solo | ASIA 79                       | 2017 |

### Đài SBTN
| STT | Tiết mục                       | Thể hiện với | Chương trình                                         | Năm                |
| --- | ------------------------------ | ------------ | ---------------------------------------------------- | ------------------ |
| 1   | Một Lần Đi (Nguyệt Ánh)        | Solo         | Nhạc Vàng                                            | 2019               |
| 2   | Sài Gòn Ơi Vĩnh Biệt (Nam Lộc) | Solo         | Nhạc Thính Phòng in Norway "Những Tình khúc Sau 1975 | 2015 (ra mắt 2020) |

### Trung tâm Thúy Nga

#### Chương trình Paris By Night
| STT | Tiết mục                             | Thể hiện với | Chương trình       | Năm  |
| --- | ------------------------------------ | ------------ | ------------------ | ---- |
| 1   | Qua Đi Ngày Tháng Cũ (Võ Hoài Phúc)  | Solo         | Paris By Night 132 | 2022 |
| 2   | Bước Chân Người Tình (Hamlet Trương) | Don Hồ       | Paris By Night 133 | 2022 |
| 3   | Ngày Vui Qua Mau (Nhật Ngân)         | solo         | Paris By Night 134 | 2023 |
| 4   | Hơn Một Lời Cảm Ơn (Ngô Minh Tài)    | Hợp Ca       | Paris By Night 134 | 2023 |

#### Chương trình Thúy Nga Music Box
| STT | Tiết mục | Thể hiện với | Chương trình           | Năm  |
| --- | --- | ------------ | ---------------------- | ---- |
| 1   | Trái Tim Ngục Tù (Đức Huy)                                                                                    | Don Hồ       | Thúy Nga Music Box #45 | 2021 |
| 2   | Tôi Không Còn Yêu Em (Vũ Tuấn Đức)                                                                            | Don Hồ       | Thúy Nga Music Box #45 | 2021 |
| 3   | Ân Tình Mong Manh (Ngọc Trọng)                                                                                | Solo         | Thúy Nga Music Box #45 | 2021 |
| 4   | LK Cỏ Úa & Phút Cuối (Lam Phương)                                                                             | Don Hồ       | Thúy Nga Music Box #45 | 2021 |
| 5   | Chia Tay (Phạm Khải Tuấn)                                                                                     | Solo         | Thúy Nga Music Box #45 | 2021 |
| 6   | LK Mưa: Tiếng Mưa Còn Rơi (Sỹ Đan), Tiếng Mưa Đêm (Đức Huy), Hãy Để Mưa Rơi (Kim Tuấn), Mưa Ngâu (Thanh Tùng) | Don Hồ       | Thúy Nga Music Box #45 | 2021 |

#### MV
- Con Nợ Mẹ (Nguyễn Văn Chung) (2022)